# Kensington (Prince Edward Island)
Kensington ist eine Kleinstadt im Prince County in der kanadischen Provinz Prince Edward Island. Der Ort hat 1619 Einwohner (Stand: 2016). 2011 betrug die Einwohnerzahl 1496.

## Geographie
Kensington liegt im Nordwesten der Provinz Prince Edward Island. Summerside befindet sich zehn Kilometer entfernt in südwestlicher Richtung. Die Verbindungsstraßen Prince Edward Island Route 2, Prince Edward Island Route 6, Prince Edward Island Route 20, Prince Edward Island Route 101 und Prince Edward Island Route 109 treffen sich im Zentrum von Kensington bzw. enden dort. Der Ort wurde deshalb früher als Five Lanes End bezeichnet.

## Geschichte

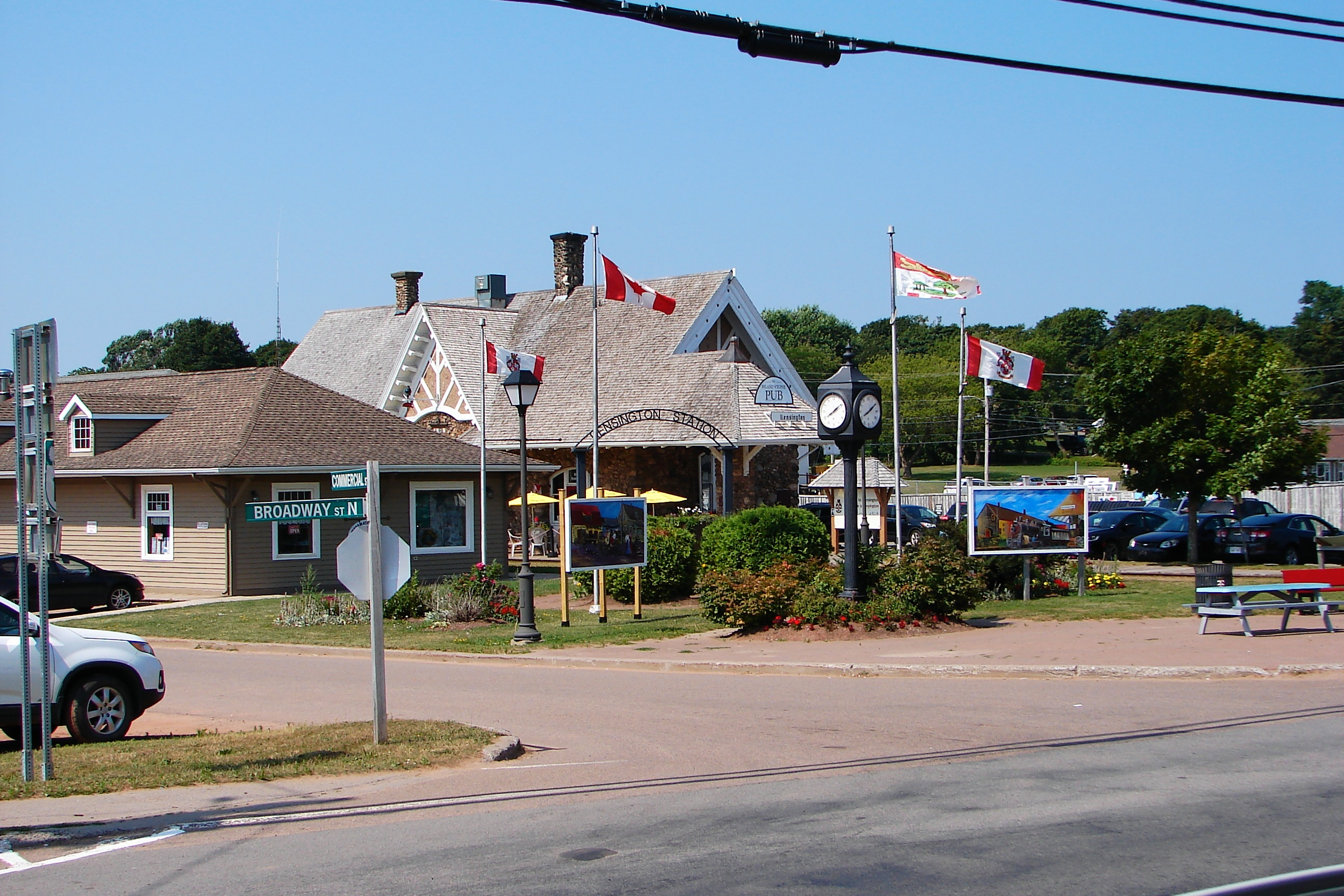
Bahnhof Kensington (Kensington Railway Station)

Die ersten Siedler im Gebiet von Five Lanes End nutzten den Ort als Knotenpunkt und Handelszentrum für die umliegenden Dörfer. Nachdem ein wohlhabender Siedler dort eine Gaststätte eröffnet hatte, wurde der Ort im Jahr 1824 ihm zu Ehren in Barrett's Cross umbenannt. Bereits 1862 erfolgte eine weitere Umbenennung auf den heutigen Namen in Anlehnung an den Kensington Palace in London. Nachdem die Prince Edward Island Railway eine Station im Ort eröffnet hatte, erfolgte die offizielle Stadtgründung. Im Jahr 1983 wurde der Bahnhof wieder geschlossen, anschließend zeitweise als Museum genutzt und beherbergt heute einen Restaurantbetrieb. Der historische Bahnhof Kensington wurde in die Liste der National Historic Sites of Canada in Prince Edward Island aufgenommen.